# 로즈웰 사건

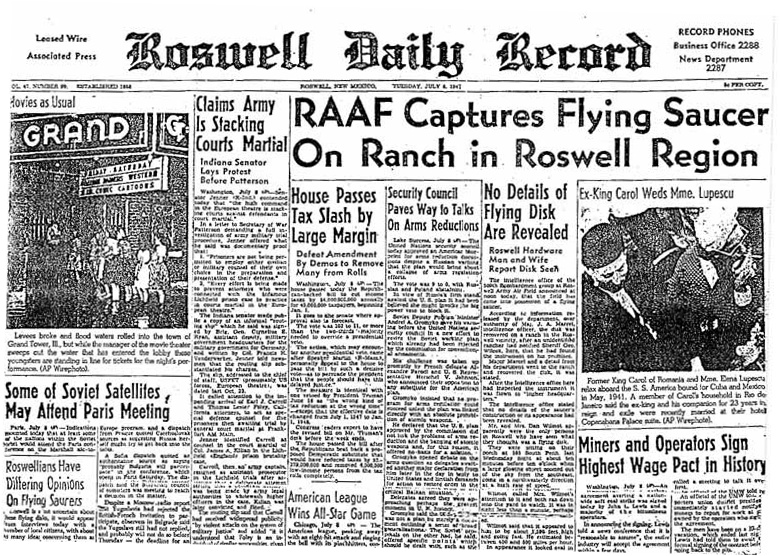

로즈웰 사건은 1947년 7월 미국 뉴멕시코주 로즈웰(Roswell)에서 벌어진 사건이다. 그때 거기서 실제로 무슨 일이 있었는지, 어떤 증거를 믿어야 하는지에 대해서는 논란이 많다. 미군은 처음엔 UFO라고 발표했다가 기밀리에 띄운 실험용 기구가 추락한 것이라고 주장하지만, UFO 추종자들은 외계 생명의 우주선이 추락한 것을 미국 정부가 은폐하고 있다고 생각한다. 이 논란은 대중 문화에 큰 영향을 미쳤으며, 로즈웰 사건은 UFO로 주장되는 가장 잘 알려진 사건 가운데 하나이다.
로즈웰 사건이 다시 수면에 올라온 것은 1970년대 말 은퇴한 제시 마르셀 중령이 UFO 연구가인 스탠튼 프리드먼에게 자신이 회수했던 잔해가 외계의 것이라고 믿는다고 인터뷰한 때였다. 이에 UFO 연구가들은 점점 구체적이고 다양한 다수의 음모론을 내놓았는데 하나 이상의 UFO가 불시착했고 외계인을 군에서 확보했으며 이후 사건을 은폐했다는 등의 주장을 펼쳤다.
1994년 미국 공군은 추락한 물체는 프로젝트 모굴에서 시행했던 핵실험 감시 풍선으로 확인되었다는 보고서를 내놓았다. 그리고 1997년 두 번째 보고서에서 "외계인들"에 관한 이야기는 아마도 높은 고도에서 떨어진 충돌실험용 인체 모형으로부터 비롯된 것 같다고 했다.
그럼에도 불구하고 음모론은 계속 이어졌고 로즈웰 사건은 대중매체 등에서 지속적인 관심을 받았다. 이 사건은 "세계에서 가장 유명하고, 가장 철저하게 조사되었으며, 가장 완전하게 폭로된 UFO 주장"이라 묘사된다.
뉴멕시코주의 도시인 로즈웰은 이 사건을 활용하고 있는데 시의 공식 입장에는 작은 초록 인간이 들어가 있으며 이곳에는 수많은 UFO 명소, 이벤트, 동상과 모형들이 있다.

## 역사
1947년 6월 14일 농부 윌리엄 브래즐(William Brazel)는 로즈웰에서 100 km가량 떨어진 목장에서 어떤 잔해를 발견했다. 그는 보안관 조지 윌콕스(George Wilcox)와 신문사인 로즈웰 데일리 레코드(Roswell Daily Record)에 연락했다. 로즈웰 데일리 레코드의 7월 9일자 기사에 따르면 브래즐이 발견한 물체는 “은박지, 종이, 테이프, 막대(the tinfoil, paper, tape, and sticks)”로 이루어져 있었다고 한다.
보안관 윌콕스는 로즈웰에 주둔하고 있는 육군 항공대에 연락했고, 7월 7일 제스 마셀(Jesse Marcel) 소장이 사람들을 데리고 브래즐과 함께 목장에 가서 잔해를 수거했다. 이튿날인 7월 8일 공군은 보도 자료를 내보냈고, 이를 인용하여 발견된 잔해가 기상 관측용 기구였다는 기사가 여러 언론 기관에서 쓰여졌다. 그리고 이 사건은 한동안 잊혀졌다.

## UFO 설
로즈웰 사건은 1990년대 초에 UFO 연구자들이 이 사건에 관련된 사람들을 인터뷰하여 실제로 추락한 것이 UFO일 것이라고 주장하는 책을 쓰면서 세간에 유명해졌다. 또한 미국이 추락사한 외계인을 대상으로 생체실험을 했다고 주장하는 사람도 생겨났다. 또한 몇몇 사람들은 인공위성이 은박지,종이,막대기 같은 단순한 것으로 이루어져 있을리는 없다고 말했다.

### 반론
1990년대 중반 미국 공군은 이 사건에 관한 두 개의 보고서를 발표했다. 하나는 1947년에 발견된 잔해가 소비에트 연방의 핵폭발 실험을 대기를 통해 소리로 감지하려는 모굴 계획(Project Mogul)을 위해 띄운 기구의 잔해라는 내용이고, 하나는 외계인이라고 주장되는 것이 사실은 실험용 인체 모형을 오인한 것이라는 내용의 보고서를 발표했다.

## 문화에 미친 영향
로즈웰 사건은 과학 소설과 영화에 많은 영향을 미쳤다. 1991년 출판된 비소설 《UFO Crash at Roswell》의 영향으로 1994년 TV용 영화 《로즈웰》이 제작되었고 이는 골든글로브 상 후보에 올랐다. 또한 로즈웰 사건은 엑스파일(1993~2002), 테이큰(2002), 인디아나 존스: 크리스탈 해골의 왕국(2008), 스타게이트 SG-1 등의 TV 시리즈에 영향을 미쳤다.

## 같이 보기
- 로스웰 공군기지
- 그레이 (외계인)
- 나치 UFO
- 미확인비행체
- 비행접시
- 외계인

관련 작품
- 인디아나 존스: 크리스탈 해골의 왕국
- 이리야의 하늘, UFO의 여름
- 제51구역